# Đồng Lý

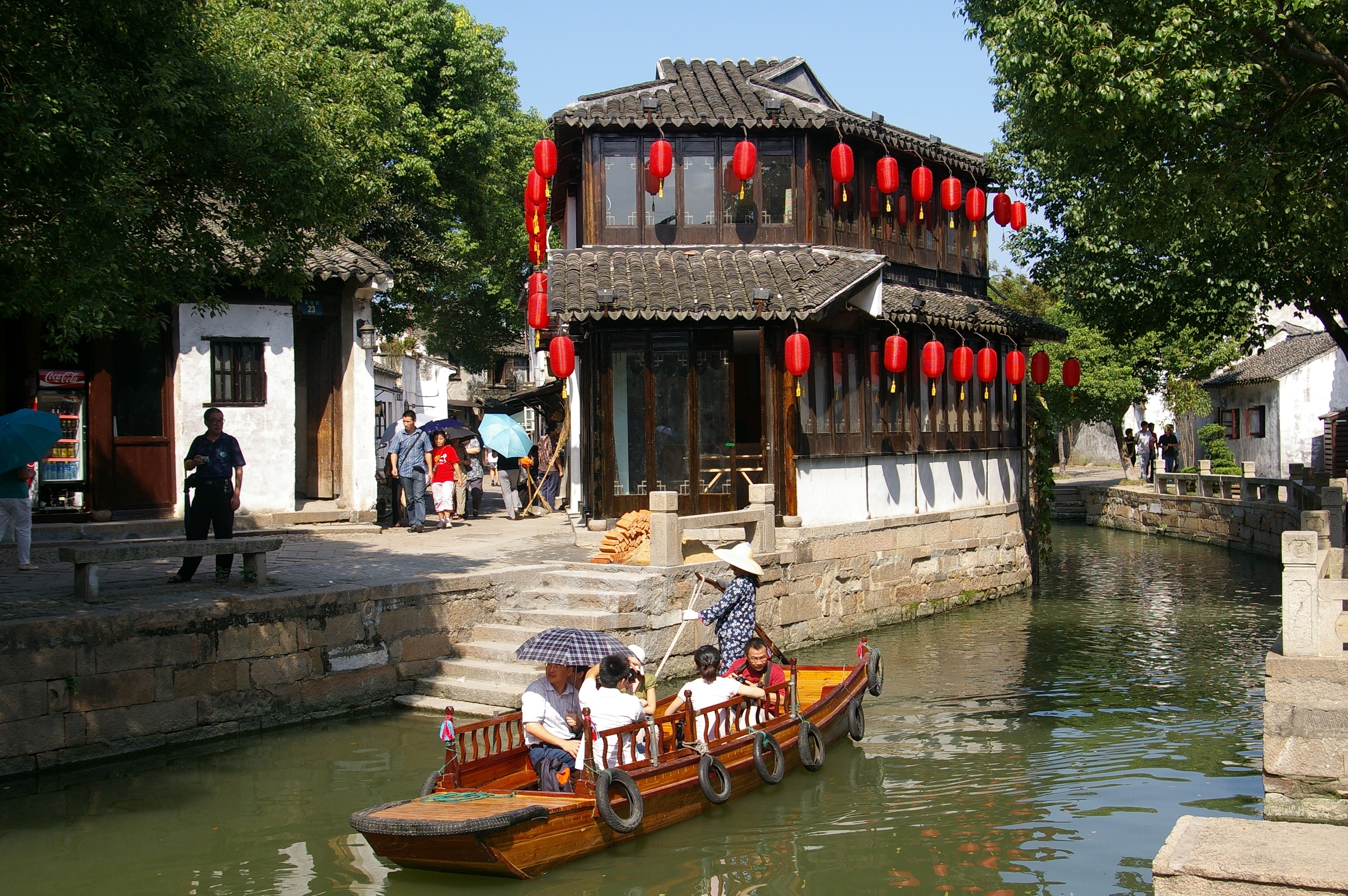
Đồng Lý

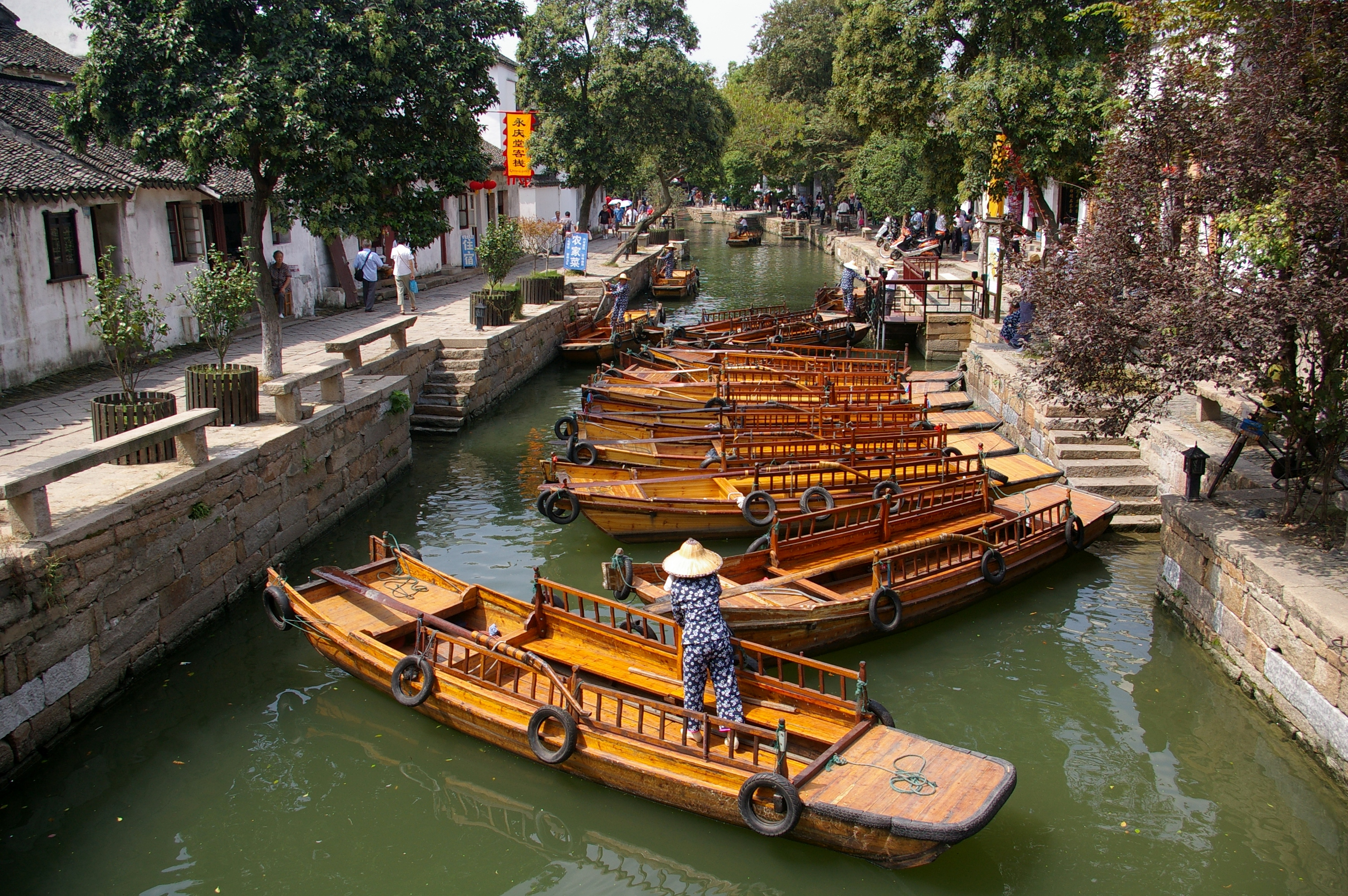
Kênh đào

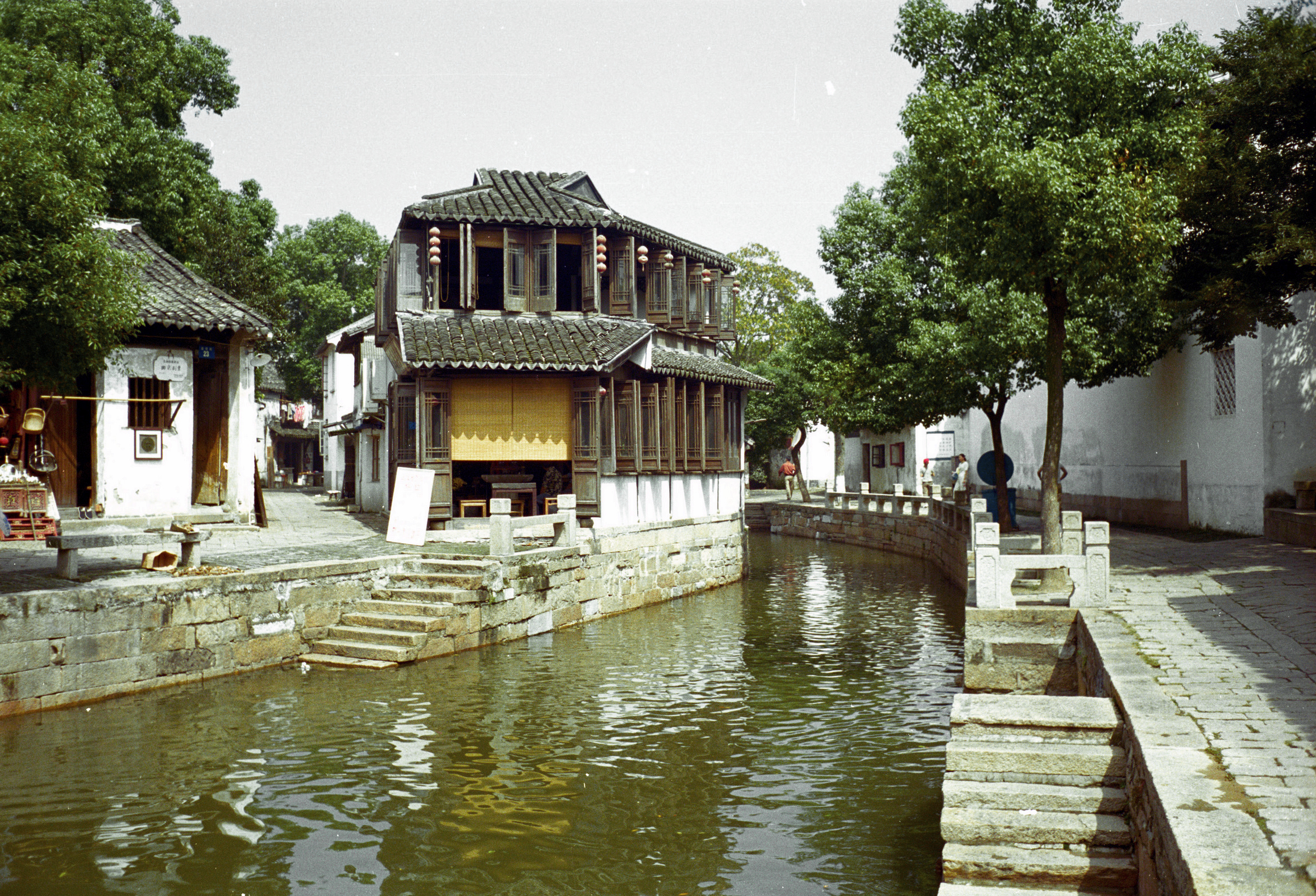
Quán trà

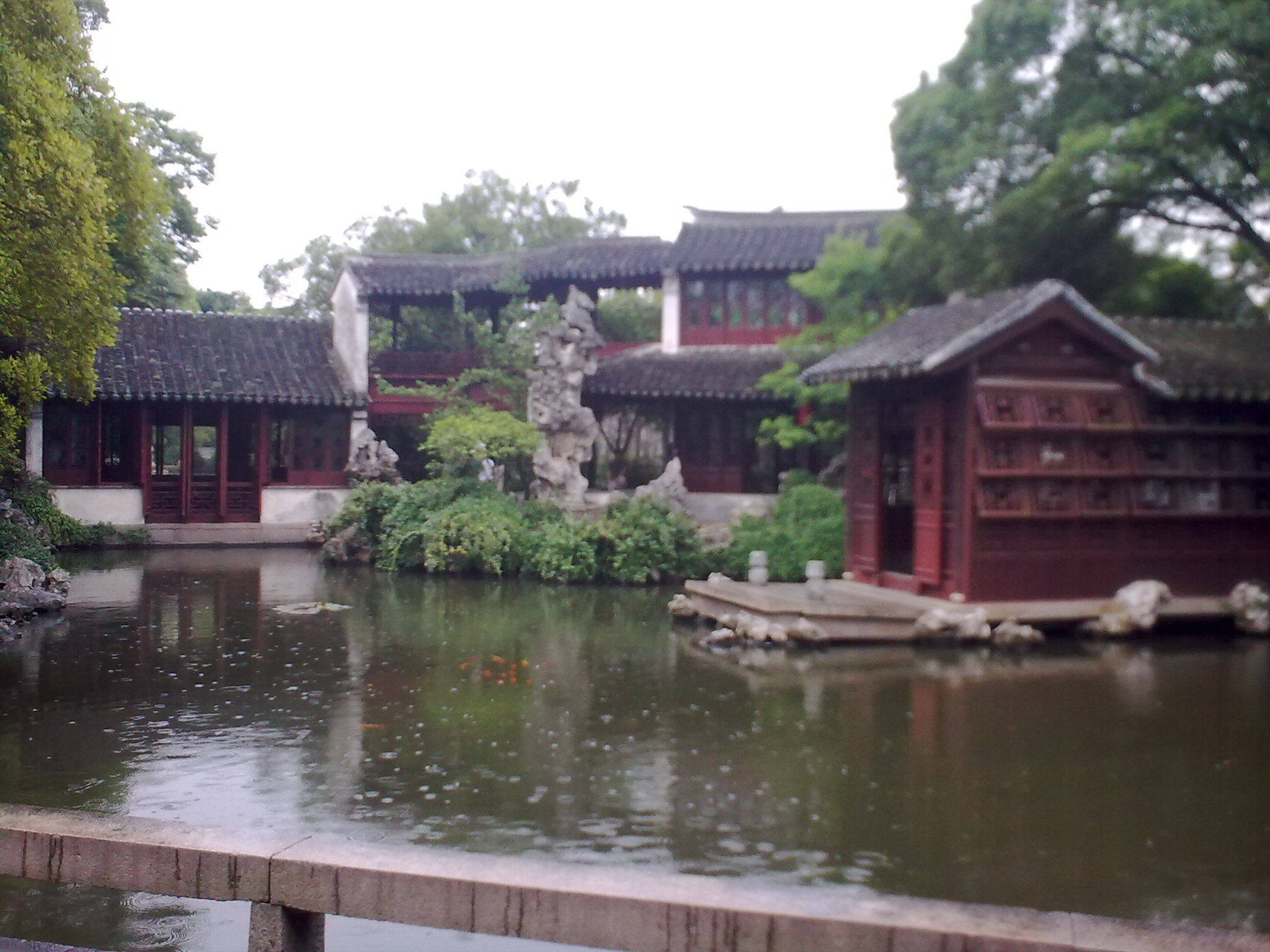
Các khu vườn cổ điển.

Đồng Lý (tiếng Trung: 同里; bính âm: Tónglǐ; Tiếng Ngô: Don li, phát âm tiếng Ngô: [doŋ li]) là một thị trấn cổ nằm ở huyện Ngô Giang, ngoại ô thành phố Tô Châu, tỉnh Giang Tô, Trung Quốc. Nó nổi tiếng với hệ thống kênh đào và được mệnh danh là "Venice của phương Đông". Nơi này vẫn giữ được nhiều đặc điểm của một thị trấn cổ thời nhà Ngô.
Thị trấn này nằm cách Tô Châu khoảng nửa giờ và Thượng Hải hai giờ di chuyển bằng xe buýt. Kế hoạch mở rộng Tàu điện ngầm Tô Châu (tuyến số 4) đến Đồng Lý đang được xem xét.

## Điểm tham quan
Đây là một điểm du lịch đáng chú ý với 55 cây cầu và có Thoái Tư Viên (退思园), một vườn cổ điển Tô Châu được xây dựng từ 1885-1887 và là một một phần của Di sản thế giới của UNESCO là Tô Châu Viên Lâm. Một địa điểm đáng chú ý khác là nhà cũ của Liễu A Tử, một nhà văn đầu thế kỷ XX nổi tiếng với bộ sưu tập mũ cánh chuồn.

## Nhân vật nổi tiếng
- Kế Thường, một người làm vườn thời Nhà Minh nổi tiếng với tác phẩm Viên Dã về thiết kế sân vườn.
- Trần Khứ Bệnh, một nhà thơ, học giả, hoạt động chính trị
- Kim Thiên Cách, một nhà thơ hiện đại Trung Quốc.
- Diệp Nhân, một nhà thơ nổi tiếng thời Nhà Tống.
- Trần Vương Đạo, một chính trị gia thời Nhà Minh
- Chu Hạc Linh, một nhà văn thời Nhà Minh
- Phí Củng, giáo sư, giảng viên kinh tế chính trị và lịch sử phương Tây đã tham gia vào phong trào hiến pháp dân chủ, người đã có rất nhiều thông tin mật của Trung Quốc Quốc dân Đảng.
- Vương Thiệu Ngao, một trong những người sáng lập ra Hội xúc tiến dân chủ Trung Quốc
- Phạm Yên Kiều, nhà văn nổi tiếng